# Nino Formicola
Nino Formicola, all'anagrafe Antonino Valentino Formicola (Milano, 12 giugno 1953), è un comico, cabarettista e attore italiano, noto anche come Gaspare del duo comico Zuzzurro e Gaspare.

## Biografia
Antonino Formicola è nato a Milano da padre napoletano e madre catanese. Nel 1976 ha conosciuto al Derby Club della sua città natale Andrea Cipriano Brambilla, noto con il nome d'arte di Zuzzurro, diventato suo cognato l'anno successivo, con cui ha dato vita all'affiatata coppia Zuzzurro e Gaspare. I due sono apparsi per la prima volta in televisione nel 1978 nella trasmissione della Rai Non stop e l'anno dopo hanno partecipato a La sberla, in cui hanno proposto la macchietta dell'ingenuo commissario e del suo fido assistente.
Hanno raggiunto la popolarità con Drive In, varietà a cui hanno partecipato inizialmente solo in qualità di ospiti e del cui cast hanno preso a fare parte in seguito. Nel 1986 hanno lasciato temporaneamente il video per dedicarsi al teatro, interpretando nella commedia di Neil Simon Andy e Norman, riproposta su Italia 1 nel 1991, il ruolo di due giornalisti costretti a sbarcare il lunario scrivendo articoli dozzinali per ogni genere di rivista ed entrambi innamorati della loro vicina di casa.
Nel 1989 è nel cast di Emilio, programma comico in onda su Italia 1 di cui è anche coautore insieme a Zuzzurro. Dopo l'esperienza de Il TG delle vacanze (1992) e di Dido... menica (1992-93) sono tornati in RAI dopo quindici anni di assenza e nel 1994 hanno condotto Miraggi, la doppia ministriscia serale in onda a ridosso del TG1, unitamente al varietà Saxa Rubra su Rai 3. Nell'estate 1996 la coppia è tornata a lavorare per i network privati, partecipando al varietà di Canale 5 Sotto a chi tocca condotto da Pippo Franco. Nel 1997, assieme a Zuzzurro, presta la voce per il personaggio Panico del film d'animazione Disney Hercules.
Il 9 gennaio 2002 Brambilla ha un grave incidente; l'attività della coppia si è così interrotta, per poi ripartire successivamente con nuovi spettacoli teatrali e qualche saltuaria apparizione televisiva. Dopo aver partecipato ad alcune puntate di Paperissima (2002), il 15 e 16 aprile 2005 hanno condotto Striscia la notizia e il 26 gennaio e il 2 febbraio 2010 hanno partecipato a una puntata di Zelig Circus. È stato Formicola ad annunciare la morte di Zuzzurro, il 24 ottobre 2013, evento a seguito del quale anche lo stesso Formicola ha interrotto l'attività di cabarettista.
Dal febbraio 2015 Nino Formicola è testimonial ufficiale dell'associazione di volontariato dei City Angels. Nello stesso anno riceve il riconoscimento speciale Leggio d'oro "Alberto Sordi". Nel 2018 partecipa e vince con il 67% dei voti la tredicesima edizione de L'isola dei famosi diventando il più anziano vincitore di reality della TV italiana. Nel 2018 è presente in una puntata del programma televisivo Giù in 60 secondi. Nell'estate 2019 insieme con Ezio Greggio, Biagio Izzo, Gianluca Fubelli e Maurizio Battista, conduce La sai l'ultima?, nel ruolo del notaio, programma che aveva avuto la sua precedente edizione nel 2008.

## Filmografia

### Attore

#### Cinema
- Detenuto in attesa di giudizio, regia di Nanni Loy (1971)
- La cosa buffa, regia di Aldo Lado (1972)
- Teresa la ladra, regia di Carlo Di Palma (1973)
- Vogliamo i colonnelli, regia di Mario Monicelli (1973)
- L'esercito più pazzo del mondo, regia di Marino Girolami (1981)
- I miei più cari amici, regia di Alessandro Benvenuti (1998)
- I Wanna Be the Testimonial, regia di Dado Martino alias Davide Tafuni (2014)

#### Televisione
- Andy & Norman – serie TV (1991-1992)

### Doppiatore
- Hercules (1997) - voce di Panico

## Teatro
- Andy e Norman (1986)
- Letto a tre piazze (1997)
- Rumori fuori scena (1998)[5]
- Sarta per signora (2007)[6]
- Scherzi di Anton Čechov (2008)[7]
- La cena dei cretini (2011)
- Forbici follia (2024)

## Programmi televisivi
- Non stop (Rete 1, 1978)
- La sberla (Rete 1, 1979) - comico
- Drive In (Italia 1, 1983-1986)
- Emilio (Italia 1, 1989-1990)
- C'era una volta il festival (Canale 5, 1990)
- Il TG delle vacanze (Canale 5, 1992) - conduttore
- Dido... menica (Italia 1, 1992-1993) - conduttore
- Miraggi (Rai 1, 1994)
- Saxa Rubra (Rai 3, 1994)
- Sotto a chi tocca (Canale 5, 1996-1997) - comico
- Paperissima (Canale 5, 2002-2003)
- Striscia la notizia (Canale 5, 2005)
- Zelig Circus (Canale 5, 2010), una puntata
- Zelig Circus (Canale 5, 2012), una puntata
- L'isola dei famosi (Canale 5, 2018) - vincitore
- Giù in 60 secondi - Adrenalina ad alta quota (Italia 1, 2018) - concorrente
- La sai l'ultima? - Digital Edition (Canale 5, 2019)
- Caffè Scorretto - (ByoBlu TV, 2021) conduttore
- Alessandro Borghese - Celebrity Chef (TV8, 2022) - concorrente

## Pubblicità
- TheFork (2019)